# Коган, Исаак Аронович
Исаак Аронович Коган (6 сентября 1923, Первома́йск — 1998, Украина) — советский архитектор. Участник Великой Отечественной войны. Майор запаса.
Автор и соавтор ряда проектов экспериментальных домов улучшенной планировки для строительства в Харькове, других городах Украины и России.

## Биография
Исаак Аронович Коган родился в украинском городе Первомайск 6 сентября 1923 года
Призван в Красную Армию 17.03.1942 с Урала. Место призыва Талицкий РВК, Свердловская обл., Талицкий р-н .
Воинское звание: ст. лейтенант; капитан; лейтенант; майор
Воинская часть:
- 26 мотострелковая бригада
- 61 отдельный пулеметный артиллерийский батальон
- 26 мотострелковый полк 26 танковой дивизии[1]

Дата окончания службы: 19.03.1947
После демобилизации поступил на архитектурный факультет Харьковского инженерно-строительного института (ХИСИ) и окончил в 1953 году.
После окончания института работал в проектных организациях «Оргстройпроект» (Москва), «Гипроанилкраска» (Рубежное),Харьковское отделение «Горстройпроекта», «Укргорстройпроект» (Харьков).

## Награды
Награждён орденами Красного Знамени (1943), Отечественной войны I и II степени (оба в 1944), медалью «За победу над Германией в Великой Отечественной войне 1941—1945 гг.» (1945)